# Горы и камни
«Горы и камни» (англ. Ottoman Lieutenant, дословно — «Османский лейтенант») — художественный фильм режиссёра Джозефа Рубена. Снят по сценарию Джеффа Стокуэлла. В фильме снимались Михиль Хаусман, Гера Хилмар, Джош Хартнетт и Бен Кингсли. Фильм вышел в прокат 10 марта 2017 года.
Фильм был выпущен примерно в одно время с фильмом «Обещание», также посвящённому теме геноцида армян. Кажущееся сходство между фильмами привело к обвинениям в том, что «Османский лейтенант» снят с целью отрицания геноцида армян.

## Сюжет
Американка Лилли покидает родину, чтобы отправиться в Османскую империю вместе с Джудом, американским доктором. Оказавшись в новой стране накануне Первой мировой войны, она влюбляется в лейтенанта турецкой армии Исмаила. В начавшейся войне ей предстоит нелёгкий выбор.

## В ролях
- Михиль Хаусман — Исмаил Вели, лейтенант Османской армии
- Гера Хилмар — Лилли Роу, американская медсестра
- Джош Хартнетт — Джуд Грэшема, американский врач
- Бен Кингсли — доктор Гаррет Вудрафф
- Халук Бильгинер — Халил Бей

## Производство
Съёмки начались в Праге, в апреле 2015 года, и продолжились в Каппадокии и Стамбуле, и завершились в июле 2015 года. Композитором фильма стал Джефф Занелли. Участок земли площадью 300 000 квадратных футов (28 000 м2) на студии Barrandov Studios в Праге стал местом проведения большинства съёмок. «Османский лейтенант» снимался до «Обещания», которое описывает геноцид армян как преднамеренную кампанию Османской империи. «Османский лейтенант» изображает гибель армян в том виде, в каком турецкое правительство заявило, что это произошло, то есть неорганизованные убийства, а не спланированный геноцид.
Кара Бакли из «Нью-Йорк Таймс» заявила, что «несколько человек, знакомых с постановкой», указали, что продюсеры в Турции, без ведома режиссёра, организовали окончательную нарезку, и из-за удаления диалога, связанного с геноцидом армян, «несколько человек, работавших над проектом, чувствовали, что окончательная версия монтажа фильма исказила его художественно и попахивала отрицанием». Режиссёр Джозеф Рубен, неудовлетворённый постпродакшн-изменениями, не продвигал фильм, но по контракту был обязан сохранить своё имя в титрах.
Съёмочная группа «Османского лейтенанта» обратилась к проекту Save, архиву армянских фотографий, базирующемуся в Соединенных Штатах, за разрешением использовать некоторые из этих фотографий. Проект Save изучив список продюсеров, отказался лицензировать фотографии, потому что продюсеры фильма получили финансовую поддержку от Турции.

## Прием критиков и выход в прокат
Дата выхода фильма изменилась, как и дата выхода «Обещания», и интернет-пользователи заявили, что это была кампания со стороны продюсеров «Османского лейтенанта», чтобы повлиять на американцев. Терри Джордж, который руководил «Обещанием», заявил, что рекламный материал для фильмов был похож; были обвинения от Джорджа и продюсера «Обещания» Эрика Эсраилиана, что фильм был создан исключительно для того, чтобы противостоять «Обещанию».
Его турецкий релиз был запланирован на 19 мая 2017 года. К 30 мая того же года 41 578 человек в Турции посмотрели фильм, и эта цифра привела Риаду Азимович Айкол из Al Monitor к выводу, что османский лейтенант «не преуспел». Турецкая версия фильма добавила цензуру в сцене поцелуя.
Лос-Анджелес был запланирован в качестве североамериканской премьеры. В Соединенных Штатах сборы фильма к апрелю 2017 года составили менее 250 000 долларов. Алекс Ритман и Миа Галуппо из The Hollywood Reporter заявили, что фильм «не имел большого успеха в прокате» в Соединённых Штатах.

### Обзоры
По отзывам агрегатора Rotten Tomatoes, фильм имеет рейтинг одобрения 19 %, со средним рейтингом 3,61/10 из 36 различных отзывов.
Некоторые критики, особенно на Западе, критиковали фильм за то, что он увековечивает отрицание геноцида армян. В своём обзоре для Variety Деннис Харви пишет: «в этом преимущественно турецком производстве исторические, политические, этнические и другие тонкости — не говоря уже о том вечном „слоне в комнате“, геноциде армян, который начался в 1915 году, — замалчиваются в пользу обобщенной ауры „что ты собираешься делать… война — это плохо“, которая подразумевает совесть, фактически ничего не говоря».
7 марта 2017 года Армянская Молодежная Федерация Western United States выступила с заявлением, в котором призвала общественность не смотреть фильм в кинотеатрах и никоим образом не поддерживать его. «[Мы] считаем важным, чтобы наше сообщество осознало тот факт, что отрицание геноцида присутствует и по-прежнему является серьёзной проблемой даже за пределами Турецкой Республики», — говорится в части заявления. Американский Эллинский Совет обвинил фильм в том, что он был сделан как соперник «Обещания», и высказался за бойкот «Османского лейтенанта».
Майкл Дейли из The Daily Beast сравнил фильм с «Обещанием», которое, по его словам, действительно выражает правду о геноциде армян. Бакли писал, что из-за сходства некоторых сюжетных моментов «Османский лейтенант» имел «сверхъестественные параллели» с «Обещанием».
Фильм был встречен в Турции по-разному, некоторые были настроены критически, а те, кто выступал за турецкое правительство, хвалили фильм. Турецкий кинокритик Атилла Дорсай дал одобрение фильму в целом, заявив, что он в основном отражает турецкую точку зрения, будучи «беспристрастным и честным, не клевеща на какой-либо конкретный лагерь и оставляя мало места для возражений», но критиковал за отсутствие акцента в сцене в Соборе Святого Креста, Агтамар, заявил, что она могла бы показать христианской аудитории относительную религиозную терпимость османов.